# Jean Cantacuzène (sébaste)
Pour les articles homonymes, voir Jean Cantacuzène (homonymie).
Jean Cantacuzène (grec Ἱωάννης Καντακουζηνός ; mort le 17 septembre 1176) était un chef militaire et l’un des premiers membres attestés de la famille Cantacuzène.

## Biographie
Il se distingua pendant les campagnes de Manuel Ier Comnène contre les Serbes, les Hongrois et les Petchénègues entre 1150 et 1153. Ce fut pendant ces campagnes qu’il fut sévèrement blessé et qu’il perdit les doigts d’une main. En 1155, il fut envoyé à Belgrade où il déjoua le complot des habitants qui voulaient livrer la ville aux Hongrois. Il fut tué pendant la bataille de Myriokephalon, où il servait comme commandant d’une division de l’armée byzantine. Il tomba après avoir été isolé de ses propres troupes, combattant seul contre une bande de soldats Turcs seldjoukides du sultanat de Roum.
On sait que Jean était présent aux conciles ecclésiastiques organisés à Constantinople en mai 1157, mars 1166, et janvier et février 1170. Dans les actes de ces conciles, il est décrit comme tenant le rang de pansébaste sébaste, et comme étant le premier dans la classe des sebastoi,.
Jean Cantacuzène épousa Marie Comnène, la fille aînée du frère de Manuel Ier, le sébastokrator Andronic Comnène. Ils eurent au moins un fils, Manuel Cantacuzène, qui participa à la campagne contre les Turcs avec Andronic Ange, mais qui par la suite offensa l’Empereur Manuel Ier, qui le fit mettre en prison où il fut aveuglé.

## Sources
- Nicol, Donald M. The Byzantine family of Cantacuzène (Cantacuzenus) ca. 1100-1460: A Genealogical and Prosopographical Study, 1968, Dumbarton Oaks Center for Byzantine Studies.
- Stiernon, Lucien. « Notes de titulature et de prosopographie byzantines : Sébaste et gambros », 1965, Revue des études byzantines, volume 23, p. 222–243.